# Cody Linley
Cody Martin Linley (Denton, 20 november 1989) is een Amerikaans acteur.
Linley maakte zijn debuut met een kleine rol in de televisiefilm Still Holding On: The Legend of Cadillac Jack (1998). Na verscheidene bijrollen in films, maakte hij zijn doorbraak met de vertolking van een hoofdpersonage in de onafhankelijke film When Zachary Beaver Came to Town (2003).
In 2006 werd hij bekend onder het jonge publiek, toen hij een rol kreeg in de Disney Channel serie Hannah Montana. Daarnaast was hij te zien in de jeugdfilm Hoot (2006).

## Filmografie
- Biblioteca Nacional de España: XX5020578
- International Standard Name Identifier: 0000 0001 1508 1171
- Library of Congress Control Number: no2006091285
- Virtual International Authority File: 166926925
- WorldCat: E39PBJx4kP7bYVbTBhh4C3gYfq